# 晨星半導體
晨星半導體（MStar），2002年創立於台灣的半導體公司，注册在英属开曼群岛，是一家专注于芯片研发的国际化高科技公司。
創始人是梁公偉，曾任台積電協理。2002年，梁公偉離開台積電，與楊偉毅、容天行、史德立（Sterling Smith）等人創立晨星半導體，資本額新台幣一億元。晨星半導體與聯發科技產品多所重疊，素有「小聯發科」之稱，並與聯發科技合稱大M、小M；主攻產品是LCD顯示器控制晶片，全球市占率一度超過六成，約一億顆左右。2006年，晨星半導體購併法國VTMS技術團隊，取得手機晶片技術。之後晨星半導體開始橫跨手機晶片市場及數位機上盒。
晨星半導體在台灣半導體業界一向低調行事，外界難以一窺全貌。楊偉毅、史德立與容天行等人已於2010年4月27日辭去董事。2010年12月24日，晨星半導體以每股新台幣300元在台灣證券交易所股票上市，股票代號3697。
2012年6月，聯發科技宣佈與晨星半導體以換股方式進行合併。

## 內線爭議
2013年5月台北市調處接獲線報檢舉，指在與聯發科合併過程中，晨星員工大舉內線交易，利用職權掌握消息，先行購買公司股票，從中獲利。二日檢方前往晨星半導體位於台北及新竹等地的辦公室及員工住處搜索。後檢方認為六人犯行證據較高，2014年提起公訴，之後各大券商也組織投資人團體求償。
檢方認定涉案人有
- 聯發科經理-呂向正
- 晨星董事長秘書-黃郁琪
- 黃郁琪丈夫-李家昕
- 晨星工程師-王靖雯
- 晨星工程師-藍祺漢
- 晨星工程師-任立寰

後一審宣判法官認為呂向正在調查啟動初始就較主動認罪並拖出其他共犯，且主動繳交獲利125萬多元台幣，判處三年緩刑。其餘共犯尚在訴訟。